# Carl Hellemann
Carl V. Hellemann (* 17. September 1884 in Kopenhagen; † unbekannt) war ein dänischer Radrennfahrer und nationaler Meister im Radsport.

## Sportliche Laufbahn
Mit 15 Jahren begann Hellemans mit dem Radsport. 1902 wurde er nationalen Meister im Sprint der Amateure. Bei den UCI-Bahn-Weltmeisterschaften 1903 gewann er beim Sieg von Arthur L. Reed die Bronzemedaille im Sprint. Im Halbfinale hatte Hellemanns mit Reed eine Auseinandersetzung, die zu Protesten beider Seiten führte, woraufhin Hellemans nicht mehr zum nächsten Lauf antrat und als Dritter klassiert wurde.
Von 1906 bis 1913 startete er als Berufsfahrer. In seiner Laufbahn gewann er rund 75 Rennen im Bahnradsport bei den Amateuren und 15 bei den Profis.